# Río Agua Prieta
El río Agua Prieta (originalmente "bachicuy" en lengua ópata) se encuentra en el noreste del estado mexicano de Sonora, en el municipio de Agua Prieta, que cruza la frontera México Estados Unidos y adyacente a las ciudades fronterizas de Douglas Arizona y Agua prieta Sonora y no lejos al límite con el estado de Chihuahua. 
Los usuarios principales del agua son los sectores público–urbano y agropecuario. En el río, no se ha identificado ningún distrito o unidad agrícola de riego, ni tampoco se ha constituido aquí hasta la fecha, el Comité Técnico de Aguas Subterráneas (COTAS).

## Ubicación
El río nace el cañón Rucker de las montañas de Chiricahua en Estados Unidos, fluye hacia el suroeste, cruza la frontera y después de cruzar se suma a la cuenca hidrográfica del río Yaqui,  el cual es administrado por el Organismo de Cuenca Noroeste y su acuífero contiene una superficie de 1,437 km².
Una pequeña laguna se encontraba unas 20 millas al norte de Douglas, que antes era parte de un lago mayor, que fue desecándose, y que contenía agua salada y al terminar de secarse dejó residuos alcalinos carbonato de sodio, alcalí negro, sulfato de calcio, clorato de sodio, que al ser revuelta, en el agua, cambiaba de color, al grado recibía el nombre de "agua prieta", de lo que recibe el nombre la ciudad y el municipio que la contiene. 
El río fluye sobre la cuenca del río Yaqui, en la región fisiográfica de las Sierras y Llanuras del Norte, que se manifiesta con la subprovincia Llanuras y Médanos del Norte, y en menor proporción en la provincia Sierra Madre Occidental, que está presente con la subprovincia Sierras y Valles del Norte.

## Hidrografía
El río Agua Prieta nace en los Estados Unidos donde es llamado "Río Agua Blanca (Whitewater)" y escurre de norte a sur hacia México, cruzando la línea divisoria internacional cerca de la ciudad sonorense de Agua Prieta. Del Agua Prieta nacen los ríos o arroyos Punta de Agua y Cajón Bonito. Se le une el arroyo Cabullona, y estos confluyen con el Río Batevito y Bavispe.

## Estudios
Se han realizado alrededor de 4 importantes estudios técnicos a la superficie tanto del río como de su acuífero en general, todos de carácter hidrogeológico:
- En 1980, la actualmente desaparecida Secretaría de Agricultura y Recursos Hidráulicos (SARH) realizó un informe de estudio geohidrológico preliminar en el área de Nogales-Agua Prieta, a través de la empresa Geoexploraciones y Construcciones, S.A.

- En 1983, la Secretaría de Agricultura y Recursos Hidráulicos trabajó en otro estudio preliminar de los servicios de prospección geohidrológica en la zona de la cuenca vecina de San Bernardino, de nuevo con apoyo de Geoexploraciones y Construcciones, S.A.

- En 2005, la Universidad de Sonora (UNISON), realizó un atlas de las aguas subterráneas y una red de monitoreo piezométrico, para la Comisión Nacional del Agua (CONAGUA).

- En 2007, la empresa Investigación y Desarrollo de Acuíferos y Ambiente hizo un estudio regional de evaluación hidrogeológica del acuífero, para la empresa RAMMADSA.

## Contaminación
En junio de 2016, personal de la Comisión Nacional del Agua, encontró contaminantes importantes en el río y en su acuífero, todos residuos tóxicos tales como sales minerales, arsénico, plomo, zinc, manganeso, cromo, hierro, cobre, cianuro, cadmio y níquel, debido a la actividad comercial y semi-industrial que hay en la zona, siendo contaminado por parte de la empresa textil "Allstyle", una planta tratadora de agua del Organismo Operador Municipal de Agua Potable, Alcantarillado y Saneamiento (OOMAPAS), y una planta generadora de energía eléctrica "Fuerza y energía de Naco" que anteriormente operaba el grupo Unión Fenosa.